# Kahimemua Nguvauva

Kahimemua Nguvauva nach der Gefangennahme im Jahr 1896

Kahimemua Nguvauva (* im 19. Jahrhundert; † wohl 11. Juni 1896) war ein Traditioneller Führer der Ovambanderu, eines Clans der Herero im heutigen Namibia. Er regierte von 1880 bis zu seinem Tod 1896.

## Leben
Nguvauva wurde in Musorakuumba, einer Ansiedlung nahe der Stadt Okahandja geboren. Er war der älteste Sohn von Munjuku Nguvauva.
Nguvauva galt als entschiedener Widersacher der deutschen Kolonialmacht in Deutsch-Südwestafrika. Aufgrund seiner Position wurde die Schutztruppe zum Schutz des Gebietes entsandt.
Er wurde in der Schlacht von Sturmfeld im Mai 1896 verletzt und gefangen genommen. Am 10., 11. oder 12. Juni 1896 wurde er hingerichtet.

## Erinnerung
Nguvauva liegt an der heutigen Kahimemua Avenue in Okahandja begraben. Seine Grabstätte, datiert auf das Todesdatum 11. Juni 1896, ist seit 7. Februar 1980 ein Nationaldenkmal Namibias. Nguvauva liegt zudem, als offizieller namibischer Held, symbolisch auf dem Heldenacker bei Windhoek begraben.
Nachfahren Nguvauvas erinnern sich bis heute an einen Gürtel, dem sie besondere traditionelle Bedeutung für ihren Clan beimessen. Ihrer Einschätzung nach handelt es sich um einen Patronengurt, der Nguvauva bei seiner Gefangennahme abgenommen wurde. Später gelangte der Gürtel offenbar an das Städtische Museum in Braunschweig, wo im Jahr 2020 ein Ledergurt entdeckt wurde, der laut Ursprungsinformation „dem aufständischen Häuptlinge der Ovambandyeru, Kahimemua, von Herrn Gustav Voigts 1896 abgenommen“ wurde. Die Provenienz ist noch nicht abschließend geklärt. Die Rückgabe des Gürtels ist seit Ende 2021 geplant.